# Comunidade cripto-judaica de Venha-Ver
Os cripto-judeus de Venha-Ver, também ditos marranos, formam uma pequena comunidade culturalmente coesa que habita a região do seridó potiguara, célebres por preservarem costumes de origem alegadamente judaica . Fundada por famílias judias, que teriam fugido da intensa perseguição inquisitorial nas regiões costeiras do nordeste sob domínio lusitano, o nome da localidade seria originário da junção do termo português vem e do vocábulo hebraico chaver - companheiro - sendo, pois, um convite para que mais judeus acorressem à remota localidade. Os descendentes do colonos originais preservaram uma identidade própria, perpetuando costumes judaicos sem consciência de sua origem. As representações sociais são, por vezes, profundamente sincretizadas com a fé católica, resquício da necessidade de esconder a prática da fé judaica, duramente reprimida durante o período colonial.
Os marranos de Venha-Ver denominam-se católicos, sendo comum assistirem a missa aos domingos. Fato curioso não verificado em comunidades vizinhas, porém, é o hábito de não se ajoelharem durante a consagração das espécies, o que se liga à falta de sinceridade na prática da fé demonstrada pelos colonos originais, que se manteve como tradição entre seus descendentes. Em suas casas, é notável a presença de quadros de santos, embora estes se mantenham cobertos por panos a maioria do tempo, somente sendo exibidos durante a visita de estranhos. Em público, do mesmo modo, costumam rezar o Pai Nosso e a Ave Maria - orações do catolicismo normativo -, embora tenham suas rezas próprias, que recitam em locais conhecidos como 'esnogas'.
Notáveis paralelos podem, igualmente, ser traçados entre os tabus alimentares praticados venha-verenses de origem judaicas e os membros normativos da comunidade israelita. A carne de porco é considerada inadequada, e raramente consumida. Os frangos são abatidos mediante a secção do pescoço da ave, o que destoa do hábito das comunidades vizinhas, nas quais é comum o abate por asfixia. As carne nunca são cozinhadas junto a produtos lácteos e todo sangue dos produtos de origem animal é retirado mediante repetidas lavagens e salga. Numa clara evocação ao hábito corrente durante a celebração do pessach, os venha-verenses se abstém de pão durante as primeiras semanas de abril.
O hábitos fúnebres são também profundamente relacionados à origem judaica da localidade. Suas lápides raramente são marcadas por cruzes, como usual entre os católicos, e, quando o símbolo é exibido no cemitério, apresenta formato singular, assemelhado a uma estrela de Davi. O uso de caixões é, do mesmo, incomum, sendo os cadáveres usualmente enrolados em longas mortalhas brancas e dispostos em covas fundas . À semelhança e outras comunidades judaicas, os venha-verenses demonstram o luto por um parente falecido prostando-se no chão, rasgando, também, parte da roupa. Ao passarem por um cova, por fim, depositam sobre ela uma pedra, hábito que, entre judeus, simboliza a esperança de que o legado do falecido não será esquecido.
A comunidade marrana de Venha-Ver foi retratada no célebre documentário A Estrela Oculta do Sertão, em que se narrou a persistência dos hábitos de origem judaica de seus integrantes. 